# FIDE Grand Prix der Frauen 2011–2012
Der FIDE Grand Prix der Frauen 2011–2012 war eine Serie von sechs Schachturnieren, in denen die Herausforderin für die als Zweikampf abgehaltene Schachweltmeisterschaft der Frauen 2013 gegen die Gewinnerin der K.-o.-Schachweltmeisterschaft der Frauen 2012 ermittelt wurde.
Die Turnierserie wurde von der damaligen Schachweltmeisterin Hou Yifan gewonnen, Zweitplatzierte wurde K. Humpy. Da Hou Yifan ihren Titel 2012 an Anna Uschenina verlor, ist sie als Herausforderin gegen diese gesetzt. Falls Hou Yifan 2012 nochmals gewonnen hätte, wäre stattdessen K. Humpy die Herausforderin von Hou Yifan geworden.

## Turniere
| Platz | Punkte |
| ----- | ------ |
| 1     | 160    |
| 2     | 130    |
| 3     | 110    |
| 4     | 90     |
| 5     | 80     |
| 6     | 70     |
| 7     | 60     |
| 8     | 50     |
| 9     | 40     |
| 10    | 30     |
| 11    | 20     |
| 12    | 10     |

Es fanden sechs Rundenturniere statt, in denen jeweils 12 der 18 Teilnehmerinnen antraten, sodass jede Teilnehmerin vier Turniere bestreiten durfte. Nach einem Punktesystem (siehe Tabelle) wurde mit Streichergebnis die Gesamtsiegerin ermittelt. Zusätzlich gab es Preisgelder von insgesamt 40.000 Euro pro Turnier und weitere 60.000 Euro für die besten neun Spielerinnen der Gesamttabelle.
Bei gleicher Platzierung wurden Punkte entsprechend geteilt. So war beispielsweise ein geteilter 1.–2. Platz jeweils 160+130/2 = 145 Punkte wert. Die Punkte wurden für jedes Turnier vergeben, an dem eine Spielerin komplett teilnahm.
Teilnahmeberechtigt waren:
- Alle vier Halbfinalistinnen der Schachweltmeisterschaft der Frauen 2010: Hou Yifan, K. Humpy, Ruan Lufei und Zhao Xue
- Die Gewinnerin des FIDE Grand Prix der Frauen 2009–2011: Hou Yifan (da sie bereits qualifiziert war, wurde stattdessen ein sechster Ratingplatz vergeben)
- Sechs (statt fünf) Spielerinnen mit den höchsten Elo-Zahlen im Durchschnitt von Juli 2010 und Januar 2011: Judit Polgár (lehnte ab, dadurch rückte die Siebtplatzierte Viktorija Čmilytė nach), Tatjana Kossinzewa, Antoaneta Stefanowa, Nadeschda Kossinzewa, Anna Musytschuk, Kateryna Lahno
- Zwei von FIDE-Präsident Kirsan Iljumschinow nominierte Spielerinnen, die im Januar 2010 unter den 40 Spielerinnen mit den höchsten Elo-Zahlen sein mussten. Die Spielerinnen mussten aus verschiedenen Staaten stammen: Zhu Chen und Batchujagiin Möngöntuul
- Eine Nominierte von jeder ausrichtenden Stadt mit einer Elo-Zahl von mindestens 2300 oder, falls nicht möglich, von der entsprechenden Föderation mit einer Elo-Zahl von mindestens 2250: Jekaterina Kowalewskaja (Rostow am Don), Ju Wenjun (Shenzhen), Alexandra Kostenjuk (Naltschik), Alissa Galljamowa (Kasan), Elina Danieljan (Dschermuk) und Betül Cemre Yıldız (Ankara)

| Nr. | Ort       | Zeitraum                   | Siegerin                     |
| --- | --------- | -------------------------- | ---------------------------- |
| 1   | Rostow    | 1. bis 15. August 2011     | Hou Yifan                    |
| 2   | Shenzhen  | 6. bis 20. September 2011  | Hou Yifan                    |
| 3   | Naltschik | 8. bis 23. Oktober 2011    | Zhao Xue                     |
| 4   | Kasan     | 10. bis 21. Juni 2012      | K. Humpy und Anna Musytschuk |
| 5   | Dschermuk | 16. bis 30. Juli 2012      | Hou Yifan                    |
| 6   | Ankara    | 16. bis 28. September 2012 | K. Humpy                     |

## Gesamttabelle
Es zählten bei einem Streichergebnis die drei besten Platzierungen der vier Turniere jeder Teilnehmerin. Die Gesamtwertung gewann Hou Yifan vor K. Humpy.
|    | Spielerin               | Rostow | Shenzhen | Naltschik | Kasan | Dschermuk | Ankara | Turniere | Punkte |
| -- | ----------------------- | ------ | -------- | --------- | ----- | --------- | ------ | -------- | ------ |
| 1  | Hou Yifan               | 160    | 160      | –         | (100) | 160       | –      | 4        | 480    |
| 2  | K. Humpy                | (65)   | –        | –         | 145   | 110       | 160    | 4        | 415    |
| 3  | Anna Musytschuk         | (100)  | 130      | –         | 145   | –         | 130    | 4        | 405    |
| 4  | Zhao Xue                | –      | 75       | 160       | –     | (60)      | 110    | 4        | 345    |
| 5  | Kateryna Lahno          | 130    | –        | 80        | (50)  | 110       | –      | 4        | 320    |
| 6  | Ju Wenjun               | –      | 100      | 130       | –     | 75        | (50)   | 4        | 305    |
| 7  | Viktorija Čmilytė       | –      | (35)     | 100       | 100   | –         | 85     | 4        | 285    |
| 8  | Nadeschda Kossinzewa    | 80     | –        | 55        | (35)  | 110       | –      | 4        | 245    |
| 9  | Ruan Lufei              | (30)   | 75       | –         | –     | 75        | 85     | 4        | 235    |
| 10 | Tatjana Kossinzewa      | 100    | –        | (55)      | 60    | –         | 60     | 4        | 220    |
| 11 | Elina Danieljan         | 45     | 50       | –         | 75    | (45)      | –      | 4        | 170    |
| 12 | Jekaterina Kowalewskaja | 20     | (20)     | 100       | –     | 30        | –      | 4        | 150    |
| 13 | Batchujagiin Möngöntuul | –      | 60       | 20        | –     | (20)      | 70     | 4        | 150    |
| 14 | Antoaneta Stefanowa     | 45     | –        | 55        | (35)  | –         | 40     | 4        | 140    |
| 15 | Alissa Galljamowa       | 65     | –        | 30        | 20    | –         | –      | 3        | 115    |
| 16 | Tan Zhonqyi             | –      | 100      | –         | –     | –         | –      | 1        | 100    |
| 17 | Alexandra Kostenjuk     | 10     | –        | 10        | 75    | –         | –      | 3        | 95     |
| 18 | Zhu Chen                | –      | 35       | 55        | –     | –         | –      | 2        | 90     |
| 19 | Betül Cemre Yıldız      | –      | 10       | –         | 10    | –         | 30     | 3        | 50     |
| 20 | Lilit Mkrttschjan       | –      | –        | –         | –     | 45        | –      | 1        | 45     |
| 21 | Monika Soćko            | –      | –        | –         | –     | –         | 20     | 1        | 20     |
| 22 | Nino Churzidse          | –      | –        | –         | –     | 10        | –      | 1        | 10     |
| 23 | Kübra Öztürk            | –      | –        | –         | –     | –         | 10     | 1        | 10     |

Falls gesetzte Spielerinnen nicht teilnahmen, wurden die Plätze mit anderen Spielerinnen gefüllt.